# Kostarikanska nogometna reprezentacija
Kostarikanska nogometna reprezentacija predstavlja Kostariku u nogometu. Pod vodstvom je Kostarikanskog nogometnog saveza.

## Povijest
Kostarikanski nogometni savez osnovan je 1921. godine. Prva utakmica nacionalne momčadi bila je senzacionalna pobjeda 7:0 nad reprezentacijom El Salvadora, iste te, 1921. godine. Međutim, to nije i najveća pobjeda reprezentacije, jer je s 12:0 pobijeđen Portoriko, 1946. godine. Na CONCACAF Gold kupu sudjelovali su 14. puta, prvi put 1963. godine. Isto natjecanje osvojili su 3 puta, 1963., 1969. i 1989. Reprezentacija je sudjelovala na 3 Svjetska prvenstva, prvi put 1990. godine u Italiji, gdje su ispali u osmini finala od tadašnje Čehoslovačke, drugi put u Koreji i Japanu 2002. godine, gdje su ispali u skupini u kojoj su osim njih bili još i Brazil, Kina i Turska. Ispali su s četiri osvojena boda, koliko je imala i Turska, ali zbog bolje gol-razlike, Turska je prošla dalje. Na tim turnirima Kostarika je često znala zadiviti atraktivnom igrom, kojoj je često nedostajalo discipline, te potezima vještih pojedinaca. Međutim, pokazalo se da to nije dovoljno za pravi rezultat. U Njemačkoj 2006. također su ispali u skupini, u kojoj su igrali s domaćinom Njemačkom, Poljskom te Ekvadorom. Svjetsko prvenstvo 2010. u Južnoj Africi izgubili su u posljednjim minutama kvalifikacijskog dvoboja, kada je SAD postigao pogodak koji mu nije puno značio, s obzirom na to da se već plasirao na natjecanje. Jedan od najboljih, ako ne i najbolji igrač Kostarike je Paulo Wanchope, koji je igrao u nekolicini većih europskih klubova. Kostarikanski i hrvatski nogomet povezuje ime Hernana Medforda, bivšeg igrača zagrebačkog Dinama i legende nogometa te srednjoameričke države.

## Trenutni sastav
Kostarikanski izbornik objavio je konačni popis igrača za Svjetsko prvenstvo 2022. 1. studenog 2022.
Nastupi i golovi zadnji put su ažurirani 23. rujna 2022. nakon utakmice protiv Južne Koreje.
| 0#0 | Poz. | Igrač                | Datum rođenja (dob) | Nastupi | Golovi | Klub                |
| --- | ---- | -------------------- | ------------------- | ------- | ------ | ------------------- |
| 1   | G    | Keylor Navas         | 15. prosinca 1986.  | 107     | 0      | Paris Saint-Germain |
| 2   | V    | Daniel Chacón        | 11. travnja 2001.   | 7       | 0      | Cartaginés          |
| 3   | B    | Juan Pablo Vargas    | 6. lipnja 1995.     | 11      | 1      | Millonarios         |
| 4   | B    | Keysher Fuller       | 12. srpnja 1994.    | 29      | 2      | Herediano           |
| 5   | V    | Celso Borges         | 27. svibnja 1988.   | 154     | 27     | Alajuelense         |
| 6   | B    | Óscar Duarte         | 3. lipnja 1989.     | 70      | 3      | Al-Wehda            |
| 7   | N    | Anthony Contreras    | 29. siječnja 2000.  | 8       | 2      | Herediano           |
| 8   | B    | Bryan Oviedo         | 18. veljače 1990.   | 74      | 2      | Real Salt Lake      |
| 9   | V    | Jewison Bennette     | 15. lipnja 2004.    | 7       | 2      | Sunderland          |
| 10  | V    | Bryan Ruiz (kapetan) | 18. kolovoza 1985.  | 144     | 29     | Alajuelense         |
| 11  | N    | Johan Venegas        | 27. studenoga 1988. | 80      | 11     | Alajuelense         |
| 12  | N    | Joel Campbell        | 26. lipnja 1992.    | 118     | 25     | León                |
| 13  | V    | Gerson Torres        | 28. kolovoza 1997.  | 13      | 1      | Herediano           |
| 14  | V    | Youstin Salas        | 17. lipnja 1996.    | 3       | 0      | Saprissa            |
| 15  | B    | Francisco Calvo      | 8. srpnja 1992.     | 75      | 8      | Konyaspor           |
| 16  | B    | Carlos Martínez      | 30. ožujka 1999.    | 5       | 0      | San Carlos          |
| 17  | V    | Yeltsin Tejeda       | 17. ožujka 1992.    | 73      | 0      | Herediano           |
| 18  | G    | Esteban Alvarado     | 28. travnja 1989.   | 24      | 0      | Herediano           |
| 19  | B    | Kendall Waston       | 1. siječnja 1988.   | 61      | 7      | Saprissa            |
| 20  | V    | Brandon Aguilera     | 28. lipnja 2003.    | 2       | 0      | Guanacasteca        |
| 21  | V    | Douglas López        | 21. rujna 1998.     | 1       | 0      | Herediano           |
| 22  | B    | Rónald Matarrita     | 9. srpnja 1994.     | 52      | 3      | FC Cincinnati       |
| 23  | G    | Patrick Sequeira     | 1. ožujka 1999.     | 1       | 0      | Lugo                |
| 24  | V    | Roan Wilson          | 1. svibnja 2002.    | 2       | 0      | Municipal Grecia    |
| 25  | V    | Anthony Hernández    | 11. listopada 2001. | 1       | 0      | Puntarenas          |
| 26  | V    | Álvaro Zamora        | 9. ožujka 2002.     | 1       | 0      | Saprissa            |

## Vanjske poveznice
- Kostarikanski nogometni savez
- RSSSF arhiva najboljih strijelaca i igrača s najviše nastupa
- Rezultati utakmica Kostarikanske nogometne reprezentacije, Marcos Romero, RSSSF